# 威爾金斯跑道
威爾金斯跑道（英語：Wilkins Runway）是由澳大利亞建於南極洲威爾克斯地的一條飛行跑道，位於凱西站（澳）東南約65公里。跑道名字取自喬治·休伯特·威爾金斯爵士，澳大利亞的一名南極飛行家與探險家。
威爾金斯跑道位於S 66°41'22" E 111°29'09"（由於南極冰蓋飄移，每年向西南方向移動約12米），長4000米，寬100米，刻於冰川的藍冰上。跑道表面鋪有壓縮雪，以反射日光輻射並提供隔溫，防止冰面融化；同時，雪也增加跑道的摩擦力。跑道建設得到美國陸軍工兵隊（Army Corps of Engineers）寒冷地區研究與工程實驗室（Cold Regions Research and Engineering Laboratory）及美國南極洲計劃的技術協助。跑道僅在每年10月至3月的南極夏季開放，並由南極司的6名駐員維護跑道及機場設施。
在南極洲澳大利亞宣稱的領地「澳屬南極領地」（Australian Antarctic Territory；注：南極條約簽署後，簽約各國不承認亦不異議這些已有的領地主張）建設跑道的計畫，最早提出於1950年代，但由於後勤、政治、環境等因素制約，跑道的建設直至2004年才開工。跑道建設耗資4600萬澳元。
澳大利亞環境、水、遺產及藝術部南極司（Australian Antarctic Division）的八名永久駐員花了兩個夏季的時間，使用激光技術平整跑道面，使之達到技術標準。澳大利亞民航安全局（Civil Aviation Safety Authority）於2008年1月初認證了這條跑道，並在1月8日向Skytraders航空公司核發運營塔斯曼尼亞荷巴特國際機場至威爾金斯跑道間客運航班的飛行執照。這條霍-威航線長約3425公里，單程需時4小時，而以前來往霍巴特與凱西的海上航線需時10天。2008年1月11日，首次航班使用空中巴士A319，載運澳大利亞環境部長彼得·羅伯特·加勒特（Peter Robert Garrett）、12名科學家、及6名其他乘客，成功飛抵威爾金斯，成為歷史上首次由澳大利亞降落南極洲的客運班機。霍-威航線航班僅用於轉運科學家，不用於遊客。

## 外部連結
- Wilkins Runway (威爾金斯跑道), 澳大利亞南極司 (Australian Antarctic Division)